# L'Hôtel New Hampshire (film)
Pour plus de détails, voir Fiche technique et Distribution.

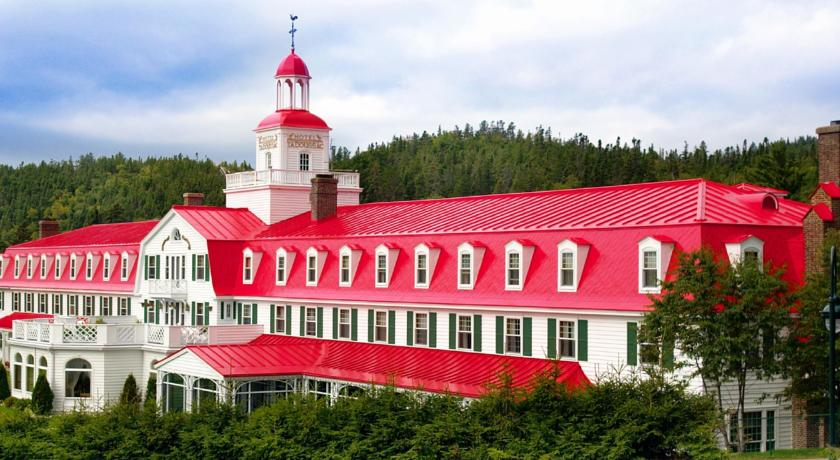
Hôtel Tadoussac façade avant

L'Hôtel New Hampshire (The Hotel New Hampshire) est un film britannico-canado-américain réalisé par Tony Richardson, sorti en 1984 et adapté du roman L’Hôtel New Hampshire (1981) de John Irving.

## Synopsis
Durant l'été 1939, Win Berry et sa future épouse Mary achètent un ours brun et une moto à un garçon nommé Freud. Plusieurs  années après, Win et Mary, parents de cinq enfants, décident de restaurer une vieille bâtisse pour y établir un hôtel, le « New-Hampshire ».

## Fiche technique
- Titre français : L'Hôtel New Hampshire
- Titre original : The Hotel New Hampshire
- Réalisation : Tony Richardson
- Scénario : Tony Richardson, d'après le roman éponyme de John Irving
- Musique : Jacques Offenbach
- Photographie : David Watkin
- Montage : Robert K. Lambert
- Production : Neil Hartley
- Société de production : Woodfall Film Productions
- Société de distribution : Orion Pictures
- Pays :  Royaume-Uni,  Canada,  États-Unis
- Langue : Anglais
- Format : Couleur - Mono - 35 mm - 1.85:1
- Genre : Comédie dramatique
- Durée : 108 min
- Lieu de tournage : Hôtel Tadoussac, village de Tadoussac, Québec

## Distribution
- Rob Lowe (VF: Eric Legrand) : John Berry
- Jodie Foster (VF: Françoise Dasque) : Frannie Berry
- Beau Bridges (VF: Hervé Bellon) : Win Berry
- Paul McCrane (VF: Luq Hamet) : Frank Berry
- Jennifer Dundas : Lilly Berry
- Lisa Banes : La mère
- Seth Green : 'Œuf' Berry
- Nastassja Kinski (VF: Maïk Darah) : Susie l'ours
- Matthew Modine (VF: Thierry Ragueneau) : Chip Dove / Ernst
- Amanda Plummer : Mlle Fausse Couche
- Wilford Brimley (VF: Jacques Dynam) : Iowa Bob
- Wallace Shawn (VF: Serge Lhorca) : Sigmund Freud
- Anita Morris : Ronda Ray
- Dorsey Wright (VF: Emmanuel Gomès Dekset) : Junior Jones
- Roger Blay : Arbeiter
- Janine Manatis : Schwanger
- Robert Thomas : Harold Swallow
- Jonelle Allen : Sabrina
- Jobst Oriwol : L'homme allemand
- Linda Clark : La femme allemande
- Joely Richardson : La serveuse